# Octopodiformes
Octopodiformes Berthold & Engeser, 1987 è un superordine di molluschi cefalopodi della sottoclasse Coleoidea.

## Tassonomia
Comprende i seguenti ordini:
- Octopoda Leach, 1818
- Vampyromorpha Pickford, 1939